# Louis Valray
Pour les articles homonymes, voir Sagot-Duvauroux.
Louis Valray (Jean Sagot-Duvauroux) est un réalisateur français, né le 14 mars 1896 à Toulon et mort le 3 mai 1972 à Chatou.

## Parcours
Classé par Claude Beylie parmi les grands cinéastes oubliés des années 1930, Louis Valray réalise quelques longs métrages auxquels participe également son épouse Anne Valray, en tant qu'actrice (L'Homme à la barbiche, 1933, sous le nom d'Anna Réval) ou auteur (Escale, 1935). Après sa carrière dans le cinéma, Louis Valray travaille pour une station de radio niçoise, puis dans l'industrie chimique aux usines Péchiney.
Le cinéaste Paul Vecchiali le décrit comme un précurseur de la Nouvelle Vague, par sa liberté de ton et ses tournages en extérieur.

## Filmographie
- 1930 : La Servante
- 1933 : L'Homme à la barbiche
- 1934 : La Belle de nuit
- 1935 : Escale
- 1948 : Voyantes et Médiums